# Береш, Золтан
Золтан Береш (венг. Béres Zoltán, родился 19 января 1970 года в Ньирбатор, Венгрия) — венгерский боксёр-профессионал, выступающий в тяжёлой (Heavyweight) весовой категории. Бронзовый призёр Олимпийских игр 1992 года.
Наилучшая позиция в мировом рейтинге по боксу: 207—й.